# Vestby
Vestby è un comune norvegese della contea di Akershus.